# Front Breaking
Front Breaking è un brano musicale di Megumi Hayashibara, scritto da Hidetoshi Sato, Toshiro Yabuki e dalla stessa Hayashibara e pubblicato come singolo il 18 febbraio 2009 dalla Starchild Records. Il brano è stato incluso nell'album della Hayashibara Choice. Il singolo raggiunse la quindicesima posizione della classifica settimanale Oricon, e rimase in classifica per sei settimane, vendendo 13 782 copie. Front Breaking è stato utilizzato come sigla d'apertura dell'anime Slayers Revolution R, mentre il lato B Sunadokei è stato utilizzato come sigla di chiusura dello stesso anime.

## Tracce
CD singolo KICM-1268
1. Front breaking – 3:42
2. Sunadokei (砂時計?) – 4:10
3. Front breaking (off vocal ver.) – 3:42
4. Sunadokei (off vocal ver.) – 4:10

Durata totale: 15:44

## Classifiche
| Classifica (2007)                        | Posizione più alta |
| ---------------------------------------- | ------------------ |
| Giappone (Classifica settimanale Oricon) | 15                 |